# 2011 no Brasil

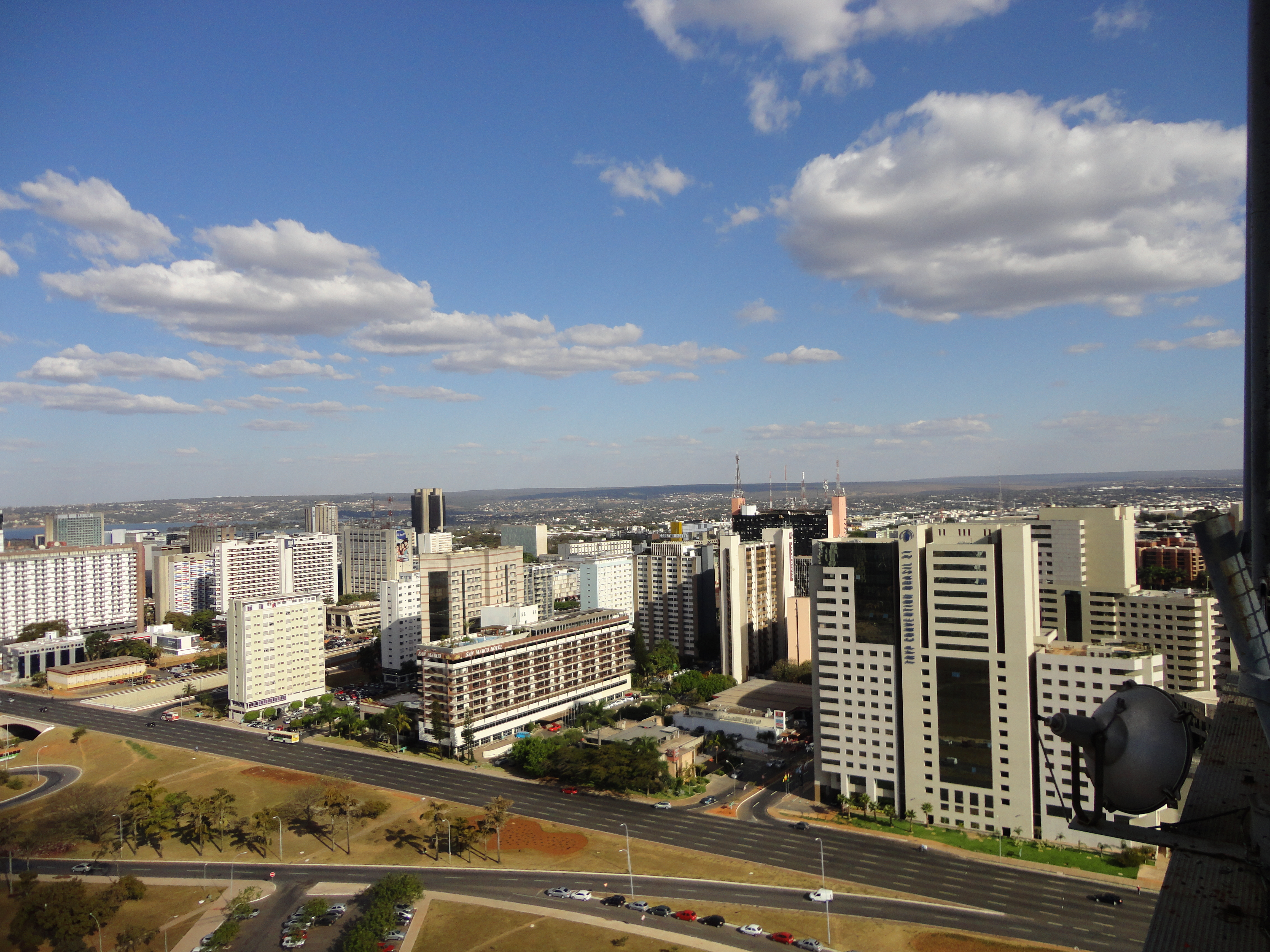
Vista da cidade de Brasília, Distrito Federal. Brasil l

Esta é uma cronologia dos fatos acontecimentos de ano 2011 no Brasil.

## Incumbentes
- Presidente: Dilma Rousseff (2011 - 2016)
- Vice-Presidente: Michel Temer (2011 - 2016)

## Eventos
- 1 de janeiro: Dilma Rousseff toma posse como 36ª presidente do Brasil e torna-se a primeira mulher a assumir o cargo no país.[1]
- 12 de janeiro: Chuvas fortes na Região Serrana do Rio de Janeiro deixam mais de 900 mortos e são consideradas como o maior desastre natural da história brasileira.[2]
- 12 de fevereiro: É fundado o Partido Novo (NOVO), voltado pro liberalismo econômico pelo administrador e engenheiro João Amoêdo.[3]
- 17 de março: O Brasil e os outros países abstêm-se em resolução da Organização das Nações Unidas contra a Líbia.[4]
- 19 a 21 de março: O presidente dos Estados Unidos, Barack Obama, faz uma visita de três dias ao Brasil para encontrar com a presidente brasileira, Dilma Rousseff.[5][6]
- 23 de março: Por 6 votos a 5, o Supremo Tribunal Federal anula a Lei da Ficha Limpa para as eleições gerais de 2010.[7]
- 7 de abril: Um ex-aluno com dois revólveres mata onze crianças e suicida-se na Escola Municipal Tasso da Silveira, no Rio de Janeiro, no chamado Massacre de Realengo.[8]
- 5 de maio: O Supremo Tribunal Federal decide, por unanimidade, que os casais homossexuais podem firmar contratos de união estável assim como casais heterossexuais.[9]
- 7 de junho: O ministro-chefe da Casa Civil, Antonio Palloci, renuncia a seu cargo após vários escândalos de corrupção.[10]
- 8 de junho: O Supremo Tribunal Federal decide, por 6 votos a 3, pela libertação do ativista político italiano, Cesare Battisti, após quatro anos de prisão.[11]
- 14 de julho: Um submarino alemão afundado da Segunda Guerra Mundial, U-513, é encontrado por uma expedição da Família Schürmann na costa de Santa Catarina.[12]
- 21 de setembro: Presidente brasileira Dilma Rousseff torna-se a primeira mulher a fazer o discurso de abertura da assembleia geral da Organização das Nações Unidas.[13]
- 23 de setembro a 2 de outubro: A quarta edição do Rock in Rio é realizada no Parque Olímpico Cidade do Rock, na Barra da Tijuca, Rio de Janeiro.[14][15]
- 18 de novembro: Presidente Dilma Rousseff sanciona a lei que cria a Comissão Nacional da Verdade.[16]
- 23 de novembro: Após o vazamento de petróleo no Bacia de Campos no Rio de Janeiro, a petroleira norte-americana Chevron é proibida de continuar a perfurar na bacia brasileira.[17]
- 4 de dezembro: O Corinthians conquista o seu 5º Campeonato Brasileiro, após empatar em 0 a 0 com o Palmeiras, e beneficiado pelo também empate do concorrente ao título, o Vasco, contra o Flamengo.
- 11 de dezembro: A população do estado do Pará decide rejeitar a divisão do estado em três novos estados: Pará, Carajás e Tapajós.[18]

## Mortes
- 2 de janeiro: Eliseu Resende, político (n. 1929).
- 3 de janeiro: Geraldo Flach, compositor e produtor musical (n. 1945).
- 4 de janeiro: Hélio Ary, ator (n. 1930).
- 5 de janeiro: Lily Marinho, socialite (n. 1921).
- 29 de março: José Alencar, 23º vice-presidente do Brasil (n. 17 de outubro de 1931).[19]
- 2 de julho: Itamar Franco, 33° presidente do Brasil (n. 28 de junho 1930).[20]
- 4 de dezembro: Sócrates, jogador de futebol do Brasil (n. 19 de fevereiro de 1954).[21]
- 17 de dezembro: Joãosinho Trinta, carnavalesco (n. 23 de novembro de 1933).[22]